# 金衡盎司

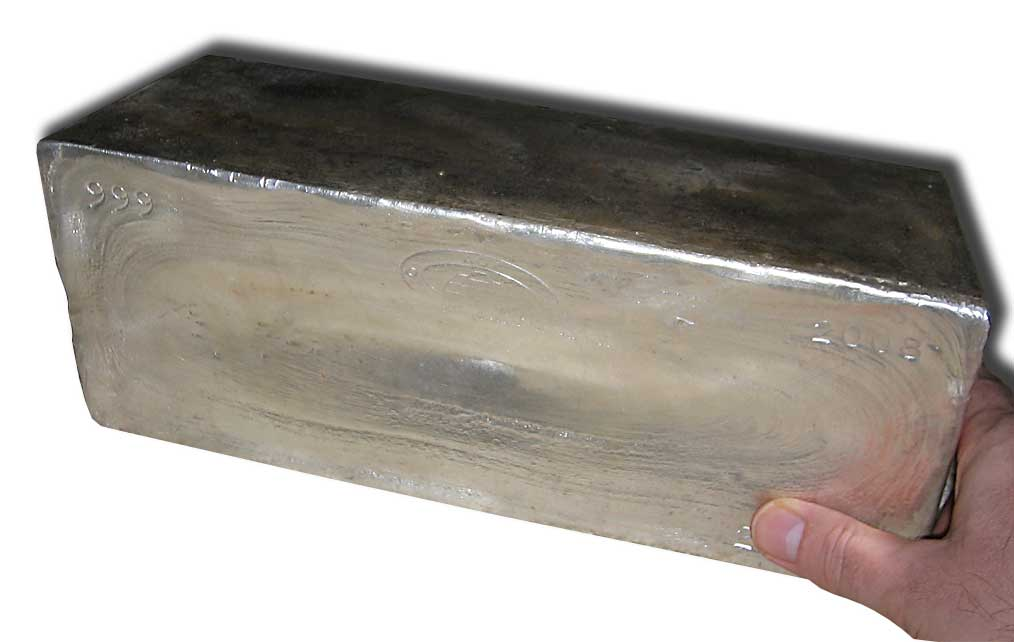
一條良好交割的銀條，重達1,000金衡盎司，約31000 g

金衡盎司（英語：troy ounce，簡稱t oz或oz t）是一个英制质量單位。在現代社會最常用於衡量貴金屬的質量。一金衡盎司目前的精確定義是0.0311034768 kg或31.1034768 g。一金衡盎司大約等同於1.09714的常衡盎司。
金衡盎司是金衡制的一部分，其諸多方面是間接來自於羅馬貨幣。古羅馬用不同重量的青銅條當作貨幣。一重銅重量等同於1磅重。一重銅的十二分之一稱為uncia，即英語中的「盎司（ounce）」。後世規範將盎司改成1/16磅（常衡盎司），但金衡盎司，即1/12的金衡磅（一金衡磅比一常衡磅還輕），這項比例一直維持作為貴金屬的衡量。在480格令，金衡盎司比常衡盎司還重，常衡盎司是437.5格令（精確定義），金衡盎司重了約百分之十，即重了2.753953675 g（精確數字）。
為了長久維持純度標準和普遍度量，在貴金屬（例如金、鉑、銀）的秤重和計價中，金衡盎司一直維持在常衡盎司之上。同樣地，在金衡與常衡系統中皆相同的格令，仍在射箭中被用來衡量箭與箭頭的重量，以及在彈道學中用來衡量砲彈與推進劑的重量。金衡盎司與格令在醫學長久以來使用的藥衡制曾很普遍。但現今大多以毫克取代之。

## 詞源
「troy」這個名字在1390年首度被證實。雖然常常跟法國城市特魯瓦中的一處市集連結在一起，這故事可能是在18世紀杜撰。

## 歷史
金衡盎司在今日的使用實質上是與英制單位中的金衡盎司（1824－1971）相同，在1828年5月19日的國會法案中，被美國採用作官方的造幣重量標準。
英制單位中的金衡盎司（普遍簡稱作英制金衡盎司）是根據1824年和1707年之前的英格蘭金衡盎司，並且實質上也與其相同。（1824年採用英制重量單位系統，1707年通過聯盟法案創造了大不列顛王國）英格蘭金衡盎司正式採用作官方造幣是在1527年。金衡盎司自約1400年時開始被英格蘭私營機構所使用。在此之前，在歐陸上使用各種不同的金衡盎司。